# Die goldene Gans (1953)
Die goldene Gans ist ein deutscher Märchenfilm aus dem Jahr 1953. Er basiert auf dem Grimm’schen Märchen Die goldene Gans.

## Handlung
Die kleine Prinzessin, die eigentlich alles hat, was ihr Herz begehrt und dennoch niemals lachen kann, lebt auf einer Burg. Ständig versuchen alle, die in der Burg wohnen, die Prinzessin zum Lachen zu bringen, allerdings vergeblich. Der König, der sich große Sorgen um seine Tochter macht, schließt mit seinen Räten folgenden Beschluss: „Wer die Prinzessin zum Lachen bringt, der soll sie zur Frau bekommen und das halbe Königreich dazu.“. Diese Botschaft wird im ganzen Land verkündet und nach kurzer Zeit versuchten bereits erste Freier ihr Glück, aber keinem gelingt es sie zum Lachen zu bringen. Auch drei Brüder wollen um die Prinzessin freien. Im Wald begegnen sie einem kleinen Männlein, das um ein Stück Brot bittet. „Hochhinaus“ und „Siebengescheit“ weisen den kleinen Waldmann mit bösen Worten ab. Hans, der von seinen Brüdern immer nur der „Dummling“ genannt wird, aber wesentlich hilfsbereiter ist als sie, teilt sein letztes Stück Brot mit dem Waldmännchen und wird dafür reich belohnt. Er erhält nicht nur neue, herrschaftliche Kleidung, sondern auch eine Gans. Deren Federn alle aus purem Gold sind und die auch sprechen kann. So sagt sie zu ihm, er solle nur immer mit ihr seinen geraden Weg gehen. Bald wird sie von einem neugierigen Mädchen entdeckt, die sich eine goldene Feder stehlen will. „Kleb an!“ sagt die goldene Gans und die Frau bleibt an ihr hängen. Auf seinem Weg zum Schloss begegnen Hans weitere Leute und jeder der das Mädchen oder die Gans berührt, bleibt an ihr haften. So bleibt einer hinter dem anderen kleben: das Mädchen, ein Bäcker mit einer Torte, ein Kaminkehrer, der Bürgermeister, die Wirtin, deren Mutter, ein Tischler und noch einige mehr, gefolgt von einer Schar Kinder, die jubelnd hinterdreinlaufen. Hans macht sich gemeinsam mit den „Festgeklebten“-Zug auf zur Prinzessin. Der Weg hat sich gelohnt: Die Prinzessin lacht! Die Gans spricht nun: „Lass los, lass los!“ Und alle sind wieder frei.
Gemäß dem Beschluss müsste Hans die Prinzessin nun zur Frau bekommen, aber der König bricht sein Wort. Er will einem so einfachen Menschen seine Tochter nicht zur Gemahlin geben. Die Prinzessin wehrt sich dagegen, geht zur Gans und klebt schließlich an. Nun ist der König gezwungen sein Versprechen zu erfüllen, um seine Tochter wieder frei zu bekommen. Hans erhält die Prinzessin und das halbe Königreich dazu.
Hans bedankt sich bei der Goldgans, der er dies alles zu verdanken hat.

## Produktion

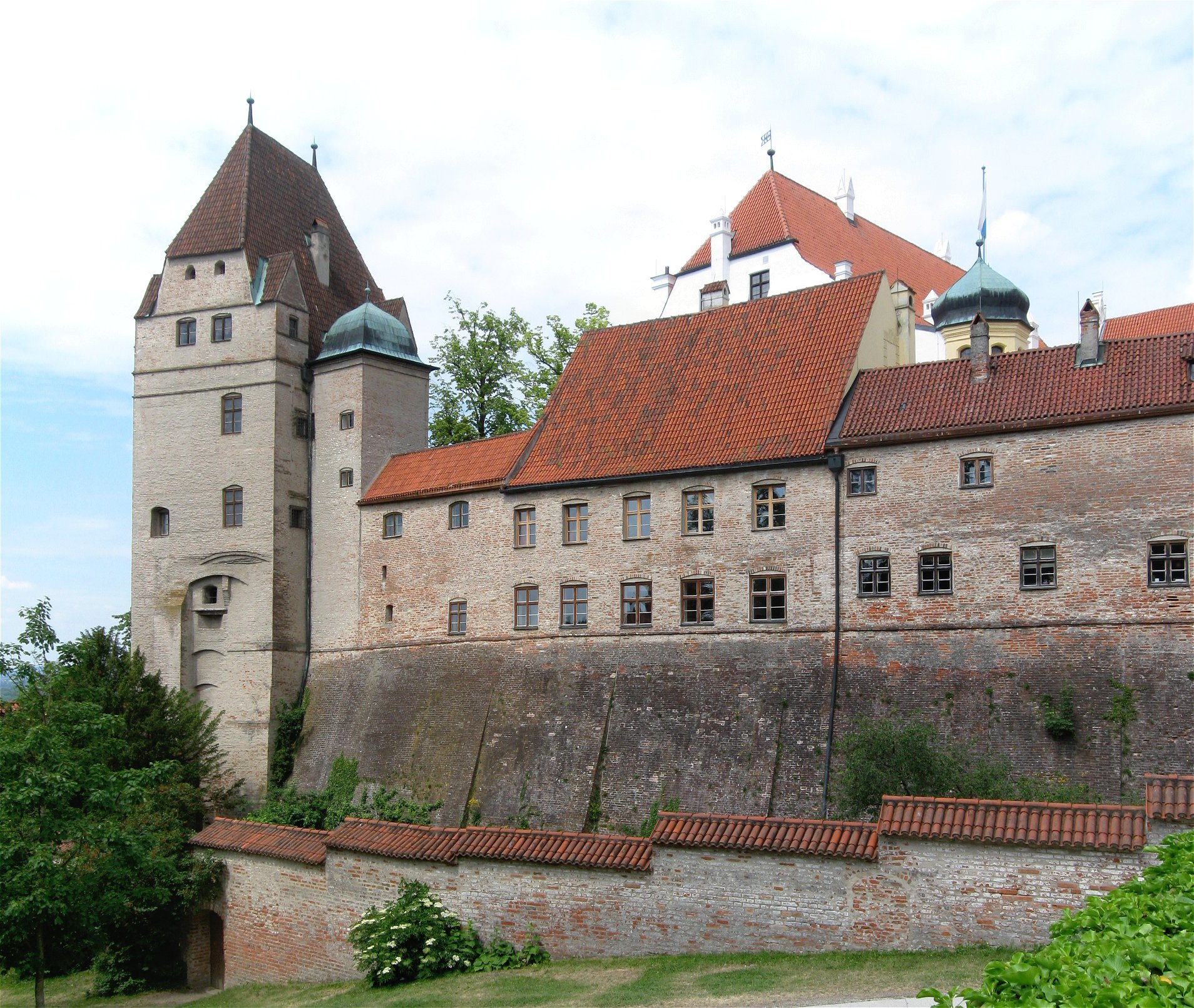
Burg Trausnitz, ein Drehort des Films

Die goldene Gans wurde unter anderem an der Burg Trausnitz gedreht sowie im Atelier der Schonger-Filmproduktion in Inning am Ammersee. Hans Clarin machte hier und in Zwerg Nase erste Gehbewegungen vor der Kamera. Für Drehbuch, Musik, Kamera, Schnitt und Regie werden den Namen im Abspann jeweils kleine Symbole zugeordnet (Buch mit einer Schreibfeder und Tintenfass, Noten, Kamera, Filmstreifen mit einer Schere, Regiestuhl, Brille und Flüstertüte).
Neben Die goldene Gans führte Walter Oehmichen 1953 auch in dem von Schongerfilm produzierten Märchenfilm Brüderchen und Schwesterchen Regie. Beide Filme hatten in der Bundesrepublik Deutschland am 25. Dezember 1953 Premiere und liefen in mehreren Städten gleichzeitig an.

## Kritik
Das Lexikon des internationalen Films meinte: Der Film illustriert den Märchentext, ohne den Sinngehalt wirklich in Bilder umzusetzen.